# كين باومان
كين باومان (بالإنجليزية: Ken Baumann)‏ (و. 1989 – م) هو ممثل، وممثل تلفزيوني، من الولايات المتحدة الأمريكية، ولد في أوربانا.

## وصلات خارجية
- كين باومان على موقع IMDb (الإنجليزية)
- كين باومان على موقع ألو سيني (الفرنسية)
- كين باومان على موقع قاعدة بيانات الفيلم (الإنجليزية)
- كين باومان على موقع كينوبويسك (الروسية)